# Макгэри, Калеб
Калеб Макгэри (англ. Kaleb McGary; 22 февраля 1995, Батл-Граунд, Вашингтон) — профессиональный футболист, выступающий на позиции тэкла нападения в клубе НФЛ «Атланта Фэлконс». На студенческом уровне играл за команду Вашингтонского университета. На драфте НФЛ 2019 года был выбран в первом раунде под общим тридцать первым номером.

## Биография
Калеб Макгэри родился 22 февраля 1995 года в Батл-Граунде в штате Вашингтон. Он окончил старшую школу в городе Файф, играл за её футбольную команду линейным защиты и тайт-эндом, занимался баскетболом. На момент выпуска Макгэри занимал второе место в рейтинге лучших молодых футболистов штата по версиям сайтов Scout и Rivals. После окончания школы он поступил в Вашингтонский университет.

### Любительская карьера
Сезон 2014 года Макгэри провёл в статусе освобождённого игрока, участвуя в тренировках команды. В футбольном турнире NCAA он дебютировал в 2015 году, сыграв в двенадцати матчах, в том числе в шести в стартовом составе на позиции правого тэкла. В 2016 году он стал основным линейным команды, не пропустив ни одной игры.
По итогам сезона 2017 года, в котором Макгэри сыграл в тринадцати матчах, он был включён в состав сборной звёзд конференции Pac-12. Это достижение он повторил в 2018 году. В том же сезоне он стал обладателем Моррис Трофи, награды лучшему линейному нападения в Pac-12, присуждаемой по итогам голосования игроков защиты.

### Профессиональная карьера
Перед драфтом НФЛ 2019 года аналитик сайта Bleacher Report Мэтт Миллер отмечал, что Макгэри способен быстро стать игроком стартового состава одной из команд на позиции правого тэкла или гарда. Преимуществами игрока он называл большой опыт игры против квалифицированных защитников в конференции Pac-12, физическую силу, умение не выключаться из борьбы даже после нейтрализации оппонента. К минусам Миллер относил недостаточную подвижность, короткие руки и проблемы в игре против силовых пас-рашеров.
На драфте Макгэри был выбран «Атлантой» в первом раунде под общим 31 номером. В мае 2019 года он подписал с клубом четырёхлетний контракт новичка. В дебютном сезоне он сыграл в стартовом составе на месте правого тэкла в шестнадцати матчах регулярного чемпионата. Ожидания Макгэри оправдал не в полной мере, пропустив тринадцать сэков и став худшим в команде по этому показателю. По оценкам сайта Pro Football Focus он занял 72 место среди 81 тэкла лиги. Положительным моментом стала игровая дисциплина новичка, проведшего на поле более 1100 снэпов с всего пятью нарушениями. В 2020 году Макгэри сыграл в четырнадцати матчах регулярного чемпионата, улучшив свою технику и повысив эффективность. Количество пропущенных им сэков сократилось до четырёх, он допустил всего одно нарушение правил. В шестандцати играх сезона 2021 года он пропустил девять сэков. В мае 2022 года клуб принял решение не активировать пункт контракта, позволяющий автоматически продлить его на пятый сезон. Кроме того, «Фэлконс» выбрали на драфте гарда Джастина Шаффера и заключили соглашение с ветераном Джермейном Ифеди.
В условиях возросшей конкуренции Макгэри проявил себя с лучшей стороны. В чемпионате 2022 года он сыграл в стартовом составе команды во всех семнадцати матчах, допустив всего три атаки на своего квотербека. Издание Pro Football Focus поставило ему 91,6 балл за блокирование в выносной игре, один из лучших результатов сезона для линейных нападения. Весной 2023 года Макгэри получил статус свободного агента. В марте он договорился с «Атлантой» о новом трёхлетнем контракте на общую сумму 34,5 млн долларов.